# Ґабі Аппель
Ґабі Аппель (нім. Gaby Appel, 17 січня 1958) — німецька хокеїстка на траві.
Срібна призерка Олімпійських Ігор 1984 року, учасниця 1988 року.